# Savarna baso
Savarna baso is een spinnensoort uit de familie trilspinnen (Pholcidae). De soort komt voor in Sumatra.